# Achim Bellmann
Achim Bellmann (Münster, 27 luglio 1957) è un ex schermidore e pentatleta tedesco, vincitore di una medaglia d'oro ai campionati mondiali di scherma.